# Jeromba de Griek
Jeromba de Griek is het zevenenzestigste stripverhaal uit de reeks van Suske en Wiske. Het is geschreven door Willy Vandersteen en werd gepubliceerd in De Standaard en Het Nieuwsblad van 11 oktober 1965 tot en met 21 februari 1966.
De eerste albumuitgave was in 1966, als twaalfde deel in de gezamenlijke tweekleurenreeks met nummer 63. In 1967 verscheen het verhaal opnieuw in de Vierkleurenreeks, nu met albumnummer 72. De oorspronkelijke versie kwam in 1999 nog eens uit in Suske en Wiske Klassiek.
Het verhaal is gebaseerd op de film Zorba de Griek (1964).

## Locaties
- Turkije, Istanboel met gewelven vol water (Basilica Cisterne), Aya Sophia (nu museum, vroeger kerk en moskee; vanaf 2020 weer moskee), kasteel van Anadoluhisari aan de Bosporus

## Personages
- Suske, Wiske, tante Sidonia, Lambik, Jerom, Kemal (de Turk), Borus en andere Bulgaren, Stantijn (kruisvaarder), Lasido (zigeuner)

## Het verhaal
Als cadeau voor Wiskes verjaardag maakt professor Barabas elektronische speeltjes, die op de vrienden zelf lijken. De professor heeft een kasteel gekocht waar hij tegenwoordig woont, en nodigt de vrienden hier uit. Door wat gestuntel van Lambik slaat een van de speeltjes op hol en rent naar buiten. Jerom probeert de pop nog te vinden, maar vindt haar nergens. Onderweg naar huis ziet hij hoe een Turk wordt bedreigd door een groep mannen. Jerom redt de Turk en deze stelt zich voor als Kemal. In zijn hotel vraagt Kemal aan Jerom om voor hem een gouden kromzwaard te verstoppen voor de boevenbende van ene Boris.
Jerom vertelt thuis alles aan zijn vrienden, maar krijgt ruzie met de jaloerse Lambik. Jerom loopt naar buiten en raakt dan door een blikseminslag tijdelijk zijn geheugen kwijt. Omdat onze vrienden meer te weten willen komen over het gouden zwaard en een droom van tante Sidonia, reizen ze naar Turkije. Ook probeert een Bulgaarse bende het zwaard in handen te krijgen. Ze huren een huisje wat Sidonia herkent uit haar droom en ontdekken, dat in de gewelven onder het huisje een oeroude Byzantijnse kruisvaarder, genaamd Stantijn, leeft.
Stantijn vertelt onze vrienden over hoe hij jaren geleden het kamp van sultan Ali Salami overviel, waarna hij diens leven spaarde. Als dank daarvoor schonk de sultan hem het gouden zwaard. Al die jaren leeft Stantijn in de gewelven die gebouwd zijn door keizer Justinianus, maar hij is het zwaard intussen kwijtgeraakt. Als de vrienden vragen de schede te mogen zien, valt hij hen aan. Hij roept "Godfried van Vleesnat ende Bouillon"), maar de vrienden kunnen hem overtuigen van hun goede bedoelingen. 
Stantijn verzoekt onze vrienden het gouden zwaard terug te brengen naar de Aya Sophia. Boris steelt echter het kromzwaard en de vrienden gaan op zoek. Tijdens een bezoek aan een Turks café aan de haven komt Lambik plotseling Jerom tegen, die verklaart dat hij nu Jeromba de Griek heet. Lambik informeert naar het gouden kromzwaard, maar Jerom herinnert zich niets meer. Als Lambik even later wordt bedreigd door de bende van Boris, komt Jerom tussenbeide en hij werkt de bende het café uit. 
Niet veel later komt Kemal Jerom opnieuw tegen. Kemal is eerst dolblij om zijn Belgische broeder weer te ontmoeten. Echter, zodra Jerom zegt Griek te zijn, slaat Kemal 180 graden om; Turken en Grieken zijn elkaars aartsvijanden.
Tante Sidonia ziet Lasido in het zigeunerkamp en het blijkt dat de zigeuners het kromzwaard hebben. De Bulgaren vallen het kamp aan en krijgen opnieuw het kromzwaard in handen. Suske en Wiske zien een man die Jerom vraagt aan Turks worstelen mee te doen. Jerom moet tegen Kemal vechten en Suske en Wiske volgen een Bulgaar naar het kasteel van Anadoluhisari. Ze krijgen het zwaard in handen en brengen het naar het gehuurde huis. Boris is er ook, maar hij wordt verslagen door Stantijn. Lambik komt Kemal tegen en wordt dronken, hij geeft Kemal het kromzwaard later en de vrienden achtervolgen hem. Kemal wordt in het nauw gedreven door de Bulgaren, maar dan komt Jerom hem te hulp.
Kemal wil nog steeds geen hulp van een Griek en gaat naar de Aya Sofia-moskee wat tegenwoordig een museum is. Hij verbergt zich tussen de bezoekers en ’s nachts sturen Suske en Wiske de kleine poppetjes naar binnen. Jerom vindt Kemal in de moskee, maar Kemal valt hem aan. Dan ziet Kemal letters op het zwaard – "Weest allen broeders! Getekend Ali Sa Lami! De Grote Turk" – is de boodschap, en hij valt Jerom in de armen. Tante Sidonia zegt de mannen het kromzwaard aan de lamp te hangen en ze klimmen op elkaars schouders, maar dan valt Jerom. Hierdoor krijgt hij zijn geheugen terug. Als Suske en Wiske ook binnenkomen en helpen, is de toren hoog genoeg om het zwaard op te hangen. 
Stantijn verdwijnt en krijgt de eeuwige rust nu het zwaard op zijn plek hangt. Kemal neemt afscheid van de vrienden op het vliegveld en danst voortaan de Sirtaki.